# 祁曼管理委员会
巴音郭楞蒙古自治州祁曼管理委员会，简称“祁曼管委会”，是新疆巴音郭楞蒙古自治州人民政府的派出机构，管理若羌县依吞布拉克镇、铁木里克乡、祁曼塔格乡一镇两乡9.19万平方公里。
祁曼管委会对外代表巴音郭楞蒙古自治州州委、州人民政府协调与周边地区的关系，对内在若羌县委、县人民政府的领导下，代表若羌县委、县人民政府加强祁曼地区的管理。若羌县委书记兼任祁曼党工委第一书记，若羌县县长兼任祁曼党工委书记，祁曼管委会主任兼任党工委副书记。 

## 自然环境
祁曼地区位于阿尔金山腹地，平均海拔4000米的高寒山区，东与青海可可西里无人区相邻、南与西藏羌塘无人区接壤，是若羌县五类地区中最艰苦的地区。

## 历史
2006年12月31日在依吞布拉克镇正式挂牌成立祁曼党工委、祁曼管委会、若羌县国土资源局祁曼分局。

## 内设机构
- 党工委管委会办公室（纪检监察室）
- 园区管委会办公室（祁曼行政服务中心）
- 社会事务办公室（社区居委会、计生办）
- 牧区生产办公室
- 机关后勤服务中心
- 阿尔金宾馆